# Pseudacanthotermes
Pseudacanthotermes es un género de termitas  perteneciente a la familia Termitidae que tiene las siguientes especies:
1. Pseudacanthotermes curticeps
2. Pseudacanthotermes grandiceps
3. Pseudacanthotermes harrisensis
4. Pseudacanthotermes militaris
5. Pseudacanthotermes piceus
6. Pseudacanthotermes spiniger